# Narcissus (mythologie)

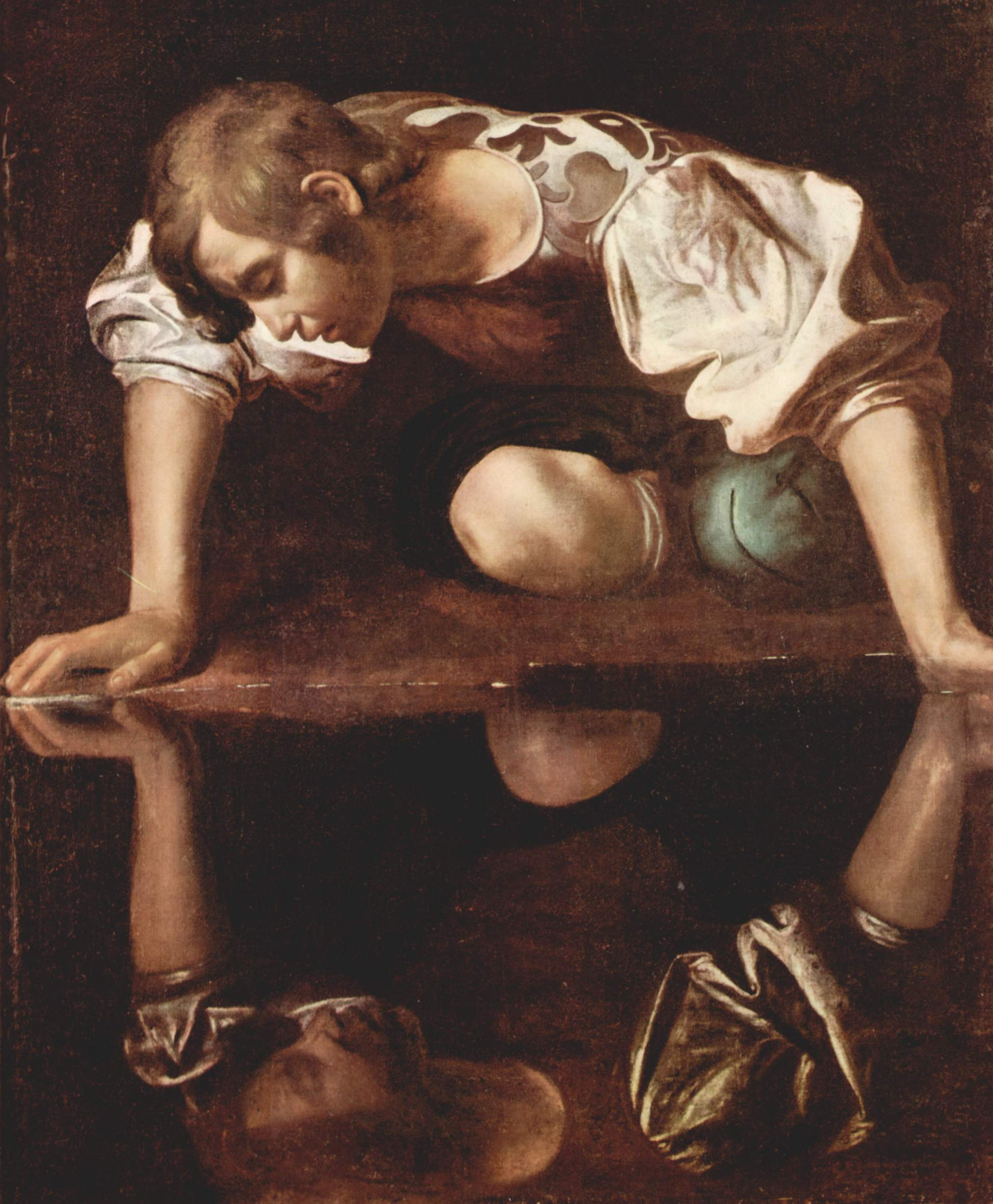
Caravaggio's Narcissus

Narkissos (Oudgrieks Νάρκισσος) of Narcissus (Lat.) is een figuur uit de Griekse mythologie. Hij was een zoon van de riviergod Kephissos en de nimf Liriope (volgens Ovidius). Het verhaal over Narcissus speelt zich af met de nimf Echo.

### Versie van Ovidius
Narcissus was een knappe jongeman die leefde voor de jacht. Velen werden verliefd op hem. Zijn moeder had van de ziener Tiresias de voorspelling gekregen dat hij zou blijven leven als hij zichzelf maar niet kende. Narcissus wilde echter niets van liefde weten en wees iedereen af. Enkel de jacht interesseerde hem.
Op een dag zag de mooie nimf Echo Narcissus tijdens een jacht in de bergen. Ze werd meteen verliefd en volgde hem waar hij ook ging. Echo kon echter vanwege een eerdere straf niet meer zelf het woord nemen, maar alleen anderen napraten. Daarom wachtte ze tot Narcissus eerst zou spreken. Op een dag werd Narcissus gescheiden van zijn gezellen en hij hoorde iets in zijn buurt. Hij vroeg "Is daar iemand aanwezig?" en Echo antwoordde met "Aanwezig". Narcissus keek in het rond maar zag niemand, waarop hij de stem vroeg om zich te vertonen. Echo antwoordde met dezelfde woorden, waarop hij vroeg waarom de stem hem negeerde. De nimf herhaalde zijn vraag, waarop de jongeman voorstelde: "Laten we samenkomen!". Wederom herhaalde de nimf met heel haar hart hetzelfde, naar hem toe rennend. Op dat moment trok Narcissus zich echter terug, roepend dat ze van hem weg moest blijven.
Echo werd helemaal verscheurd door deze belediging. Narcissus verliet haar en de nimf trok zich in schaamte terug in de bossen. Vanaf die dag leefde ze in grotten. Geleidelijk aan vervaagde ze van verdriet tot haar fysieke vorm verdwenen was en enkel haar stem nog overbleef. Met haar stem is ze nog steeds klaar om op elk moment te antwoorden. Tijdens een wandeling in de bergen is Echo nooit veraf, altijd klaar om het laatste woord te hebben.
Met Narcissus ging het niet veel beter. Dit was niet de eerste keer dat hij zo wreed een aanbidder wegjoeg. Zo was er op een dag een maagd die hem tevergeefs probeerde te verleiden. In een gebed aan de goden vroeg ze om Narcissus ook eens te laten voelen hoe het was om iemand lief te hebben die je liefde niet beantwoordt. Volgens sommige bronnen was het een wraakgodin, volgens anderen was het Aphrodite zelf die haar gebed beantwoordde en haar wens in vervulling deed gaan.
Zo kwam Narcissus op een dag aan bij een heilige vijver, waarvan het water kristalhelder was, waar de herders nooit langskwamen met hun kuddes, waar geen berggeit of ander dier zich vertoonde. Zelfs bladeren en takken van de bomen durfden er niet in te vallen. Overal rondom groeide het gras mooier dan elders en de rotsen beschutten het tegen de zonnestralen. Moe van het jagen besloot Narcissus om daar even tot rust te komen en zijn dorst te lessen met het water. Toen hij zich voorover boog zag hij zijn weerspiegeling in het wateroppervlak, maar hij dacht dat het een mooie geest was die in de vijver leefde.
Zo bleef hij daar zitten, in bewondering starend naar deze verschijning. Hij werd verliefd op zichzelf.
Hij bracht zijn lippen naar het water in een poging om de verschijning te kussen, hij stak zijn armen uit om het beeld te omhelzen. Het beeld vluchtte weg maar kwam terug toen het water weer kalm was en trok opnieuw zijn aandacht. Hij kon zichzelf er niet meer toe brengen om van het water weg te kijken, hij dacht niet meer aan eten en drinken, of aan rust. Hij probeerde ermee te spreken, maar kreeg geen antwoord. Hij begon te huilen maar zijn tranen verstoorden het beeld, waarop hij begon te schreeuwen en vroeg of de verschijning wilde stoppen met hem steeds te verlaten. Zo ging het een hele tijd verder, en Narcissus takelde af. Hij verloor zijn kleur, zijn levenskracht en zijn schoonheid. Echo bleef echter dicht bij hem en bleef zijn verdrietige kreten herhalen. Uiteindelijk kwijnde Narcissus helemaal weg en stierf. De nimfen rouwden om hem, vooral de waternimfen, en bereidden zijn lijkverbranding voor, maar het lichaam was nergens te vinden. Het enige wat van hem overbleef was een bloem (volgens sommigen was dit door toedoen van Aphrodite, die hem uit medelijden toch nog liet voortleven, zij het als bloem), geel van binnen, en omringd met witte blaadjes, die nu nog steeds herinnert aan Narcissus. Narcissus zou zelfs, eenmaal aangekomen in de Onderwereld, in de rivier de Styx nog naar zijn spiegelbeeld hebben gekeken.

## Voortleven
De mythe van Narcissus leeft voort in de naam van de bloem narcis, en ook in het woord narcisme, dat gebruikt wordt om iemand te benoemen die vervuld is van eigenliefde of een ziekelijke interesse voor zichzelf vertoont (een narcist).